# Katwijkse ziekte
De Katwijkse ziekte (HCHWA-D of amyloïdangiopathie) is een erfelijke ziekte die voornamelijk in Nederland voorkomt bij een aantal families in Katwijk en Scheveningen. Daarnaast is er een kleine groep patiënten van Nederlandse afkomst in Australië.
De ziekte, die kan leiden tot hersenbloedingen en dementie en rond 1700 is ontstaan door een spontane genetische mutatie, werd voor het eerst beschreven in het Academisch Ziekenhuis Leiden (AZL), tegenwoordig bekend als het LUMC (Leids Universitair Medisch Centrum). Naar schatting hebben 500 tot 2000 mensen de Katwijkse ziekte. De ziekte van Huntington lijkt op de Katwijkse ziekte, maar is een andere aandoening.

## Oorzaak en gevolg
De ziekte staat officieel bekend als hereditary cerebral hemorrhage with amyloidosis, Dutch type of HCHWA-D. Het betreft een erfelijke vorm van amyloïdose. De precieze oorzaak is een mutatie in een bepaald eiwit, amyloïde, dat in het gehele lichaam, maar vooral in de hersenen voorkomt. Het eiwit amyloïd klontert daardoor samen en kan neerslaan (stapelen) in de bloedvaten van de hersenen. Dit komt ook voor bij de ziekte van Alzheimer, maar het eiwit klontert (stapelt) bij alzheimer op een andere wijze dan bij HCHWA-D. Verder zijn er vele verschillen, met name wat betreft de hersenbloedingen, die veel minder voorkomen bij de ziekte van Alzheimer en die bij de Katwijkse Ziekte ook andere gedeelten in de hersenen treffen, die bij alzheimer onaangetast blijven.

## Verloop van de ziekte
Eén op de drie patiënten overlijdt aan de gevolgen van de eerste hersenbloeding. Degenen die deze eerste bloeding overleven krijgen meestal meerdere kleine en/of grote hersenbloedingen. Een deel van de ontstane hersenbloedingen kan dusdanig gering van aard zijn dat langzame achteruitgang van de patiënt onopgemerkt blijft.
Meer hevige bloedingen hebben eenzelfde effect als hersenbloedingen met een andere oorsprong. Ook hypertensie komt vaak voor bij mensen met de Katwijkse ziekte. Deze vorm van hoge bloeddruk is moeilijker te behandelen dan hoge bloeddruk bij mensen die niet lijden aan de Katwijkse ziekte.
De symptomen van de Katwijkse ziekte uiten zich vaak op middelbare leeftijd (tussen de 45 en 60 jaar), maar kunnen ook eerder of later naar voren treden. Patiënten komen vaak in een verzorgingstehuis terecht en worden in de meeste gevallen niet oud.
Bij iedereen verloopt de ziekte anders, zelfs bij leden van hetzelfde gezin. Artsen kunnen daardoor geen prognose geven over het verloop van de ziekte bij een patiënt.

## Medicatie
Er is nog geen geneesmiddel dat specifiek gebruikt kan worden tegen deze Katwijkse ziekte.

## Taboe
Veel buitenstaanders denken dat de ziekte wordt veroorzaakt door inteelt. Wetenschappelijk onderzoek heeft bewezen dat dit niet het geval is. Vooral het vissersdorp Katwijk aan Zee is een redelijk gesloten gemeenschap. Het kerkelijke leven, het voetbal en de familie(bedrijven) zorgen voor een groot netwerk aan sociale contacten binnen eigen kring, waardoor men graag in deze gesloten gemeenschap blijft wonen. Het tekent het eigen karakter en de sterke verbondenheid binnen het dorp. Hierdoor ontstaat een beperkte genenpool waaruit inwoners hun partner kiezen, waardoor alle dragers van het gen waarschijnlijk afstammen van een gezamenlijke voorouder die tien tot twaalf generaties geleden leefde.
Onder de Katwijkse bevolking, en dan vooral onder patiënten met de Katwijkse ziekte, familie van patiënten en families die in de risicogroep zitten, kan een taboe heersen rondom deze ziekte. Met de oprichting van een patiëntenvereniging en andere initiatieven is de ziekte enigszins uit de taboesfeer gekomen.

## Vereniging HCHWA-D
De patiëntenvereniging heeft onder meer de volgende doelstellingen:
- bevorderen van lotgenotencontact voor patiënten met HCHWA-D, partners en andere betrokkenen;
- vergroten van de kennis over HCHWA-D door middel van presentaties van deskundigen;
- opzetten van een website waar men o.a. terechtkan voor informatie en waar men contact kan hebben met lotgenoten.
- doorverwijzen naar professionele hulp bij ernstige problematiek;
- behartigen van zowel de individuele als de collectieve belangen van patiënten met HCHWA-D;
- stimuleren van onderzoek.